# Scutisorex thori
Scutisorex thori, tên nghĩa tiếng Anh: Chuột chù anh hùng Thor, là một loài chuột chù châu Phi mới được phát hiện với đặc trưng là rất có sức khỏe, chúng được cho là một trong những động vật có vú khỏe nhất và cứng cáp nhất trong thế giới động vật so với kích thước của chúng.

## Đặc điểm
Đây loài vật sinh sống ở Congo thuộc châu Phi, loài vật này vừa giống lại vừa khác so với một loài chuột chù anh hùng (Scutisorex somereni) khác là Scutisorex somereni. Chuột dài chưa đến 3 cm và chỉ nặng khoảng 50 gram, chuột chù vóc dáng nhỏ bé nhưng có sức mạnh phi thường. Tên gọi của chúng được nhà sinh vật học William Stanley đặt dựa theo tên gọi của vị thần Bắc Âu là Thor, vị thần được biết đến bởi sức mạnh phi thường.
Cấu trúc xương sống đặc biệt và độc đáo giúp chúng có sức mạnh phi thường, nó có thể nhấc bổng những khúc gỗ nặng đồng thời chúng có thể chịu được những cú đập rất mạnh vào lưng. Xương sống của chúng được gia cố đáng kể, nhờ đó mà chúng có một sức mạnh rất lớn. Cấu trúc xương sống này cùng với các cơ đi kèm cho phép loài chuột chù này giúp chúng có thể nhấc bổng những vật nặng để tiếp cận nguồn thức ăn mà các loài động vật khác không với tới được.
Người dân địa phương ở làng Baleko, Congo đã mô tả đặc tính dẻo dai của loài vật nhỏ này với họ, người dân địa phương thường dùng loại chuột chù này làm bùa để trở nên bất tử trong chiến trận trước những nguy hiểm trên chiến trường. Một người dân đứng giẫm lên con chuột chù bé nhỏ này trong 5 phút, sau đó nó bỏ đi mà không bị ảnh hưởng gì.